# Republika Krim
Republika Krim (rusko Республика Крым, Respublika Krym; krimsko Къырым Джумхуриети, Qırım Cumhuriyeti; ukrajinsko Республіка Крим, Respublika Krym) je de facto zvezna republika Ruske federacije, ki obsega večino ukrajinskega polotoka Krim, ki ga od leta 2014 okupira Rusija. Večina držav sveta republike ne priznava, saj ozemlje priznava kot del Ukrajine, kjer je del avtonomne republike Krim.

## Antropogena geografija

#### Okrožja
Razdelitev Krima
| 1. Bahčisarajsko okrožje 2. Belogorsko okrožje 3. Črnomorsko okrožje 4. Džankojsko okrožje 5. Kirovsko okrožje 6. Krasnogvardejsko okrožje 7. Krasnoperekopsko okrožje | 8. Leninsko okrožje 9. Nižnegorsko okrožje 10. Prvomajsko okrožje 11. Razdolnensko okrožje 12. Saksko okrožje 13. Simferopolsko okrožje 14. Sovjetsko okrožje |

#### Občine
| 15. Alušta 16. Armjansk 17. Džankoj 18. Evpatorija 19. Feodozija 20. Jalta | 21. Kerč 22. Krasnoperekopsk 23. Saki 24. Simferopol 25. Sudak |